# 色拉西
色拉西（1887年—1968年），亦作舍拉西、赛拉西、赛拉喜，男，蒙古族，内蒙古科尔沁左翼中旗人，生于昭乌达盟，中国马头琴演奏家、教育家。